# Luis Amigó Ferrer
Luis José María Amigó y Ferrer (Massamagrell, 17 ottobre 1854 – Godella, 1º ottobre 1934) è stato un religioso spagnolo dell'Ordine dei frati minori cappuccini, amministratore apostolico di Solsona (1907-1913) e vescovo di Segorbe (1913-1934). Fondò le congregazioni delle Sorelle terziarie cappuccine della Sacra Famiglia e dei Religiosi terziari cappuccini di Nostra Signora Addolorata.

## Biografia
Figlio di un avvocato, all'età di dodici anni entrò nel seminario di Valencia, dove maturò la sua vocazione alla vita religiosa: rimasto orfano, dovette rinunciare al suo proposito di entrare nell'Ordine certosino per attendere all'educazione delle sorelle minori.
Riuscì a vestire l'abito cappuccino il 12 aprile 1874 a Bayonne, in un convento di frati spagnoli in esilio per motivi politici. Tornato in patria, venne ordinato sacerdote il 29 marzo 1879 a Montehano (Escalante): nel 1881 divenne maestro dei novizi a Massamagrell, sua città natale, dove iniziò a organizzare gruppi di terziari francescani laici e a impiegarli per il risanamento morale della società spagnola.
Diede vita a due congregazioni per l'assistenza ai poveri e agli emarginati: quella femminile delle Sorelle terziarie cappuccine della Sacra Famiglia e quella maschile dei Religiosi terziari cappuccini di Nostra Signora Addolorata. Il 16 dicembre 1898 venne nominato superiore della ricostituita provincia cappuccina di Valencia, carica che mantenne fino al 1902.
Visse nel convento di Orihuela fino al 1907, quando venne nominato amministratore apostolico di Solsona: ricevette la consacrazione episcopale il 9 giugno 1907 a Madrid dal cardinale Aristide Rinaldini. Prese possesso della sede di Solsona il 28 luglio 1907 e guidò la diocesi fino al 6 novembre 1913, quando venne trasferito alla sede di Segorbe: fece il suo solenne ingresso nella diocesi il 13 novembre successivo.
Il 23 aprile del 1914 venne nominato senatore del Regno e venne confermato nel 1919.
Il processo diocesano di beatificazione si è aperto il 18 gennaio 1950.

## Genealogia episcopale
La genealogia episcopale è:
- Cardinale Scipione Rebiba
- Cardinale Giulio Antonio Santori
- Cardinale Girolamo Bernerio, O.P.
- Arcivescovo Galeazzo Sanvitale
- Cardinale Ludovico Ludovisi
- Cardinale Luigi Caetani
- Cardinale Ulderico Carpegna
- Cardinale Paluzzo Paluzzi Altieri degli Albertoni
- Papa Benedetto XIII
- Papa Benedetto XIV
- Papa Clemente XIII
- Cardinale Bernardino Giraud
- Cardinale Alessandro Mattei
- Cardinale Pietro Francesco Galleffi
- Cardinale Giacomo Filippo Fransoni
- Cardinale Carlo Sacconi
- Cardinale Edward Henry Howard
- Cardinale Mariano Rampolla del Tindaro
- Cardinale Aristide Rinaldini
- Vescovo Luis José María Amigó y Ferrer, O.F.M.Cap.